# Satz von Pohlke
Der Satz von Pohlke, auch Fundamentalsatz der Axonometrie oder Hauptsatz der Axonometrie genannt, ist ein Lehrsatz des mathematischen Teilgebiets der Darstellenden Geometrie. Er geht auf Karl Wilhelm Pohlke zurück und behandelt eine grundlegende Fragestellung der Axonometrie.

## Formulierung des Satzes

Satz von Pohlke

Der Satz lässt sich zusammengefasst angeben wie folgt:
(P) Liegen vier Punkte {\displaystyle {\overline {O}},} {\displaystyle {\overline {U}},} {\displaystyle {\overline {V}},} {\displaystyle {\overline {W}}} in einer Ebene {\displaystyle \pi \subseteq \mathbb {R} ^{3},} aber nicht auf einer gemeinsamen Geraden, so können sie aufgefasst werden als die durch eine Parallelprojektion auf {\displaystyle \pi } entstandenen Bildpunkte von vier Punkten {\displaystyle O,U,V,W\in \mathbb {R} ^{3},} für welche die drei Strecken {\displaystyle [OU],} {\displaystyle [OV],} {\displaystyle [OW]} gleich lang sind und paarweise aufeinander senkrecht stehen.
Das lässt sich auch so ausdrücken:
(P') Liegen drei von einem Punkt ausgehende Strecken beliebiger (nichtnegativer) Länge in einer Ebene {\displaystyle \pi \subseteq \mathbb {R} ^{3},} aber nicht auf einer gemeinsamen Geraden, so können sie aufgefasst werden als Parallelprojektion der drei von einem Eckpunkt ausgehenden Kanten eines Würfels.
Ganz allgemein gilt sogar:
(PS) Sind im dreidimensionalen euklidischen Raum {\displaystyle \mathbb {R} ^{3}} eine Ebene {\displaystyle E\subset \mathbb {R} ^{3}} und zudem zwei Punkte {\displaystyle O\in \mathbb {R} ^{3}} und {\displaystyle {\overline {O}}\in E} gegeben und gehen von ersterem drei beliebige Strecken {\displaystyle S_{1},S_{2},S_{3}\subset \mathbb {R} ^{3}} aus, die zwar {\displaystyle O} als gemeinsamen Eckpunkt haben, jedoch in keiner gemeinsamen Ebene liegen, während von letzterem drei weitere beliebige Strecken {\displaystyle {\overline {S_{1}}},{\overline {S_{2}}},{\overline {S_{3}}}\subset E} ausgehen, die zwar {\displaystyle {\overline {O}}} als gemeinsamen Eckpunkt haben, jedoch – obwohl in der Ebene {\displaystyle E} liegend – nicht kollinear sind, so gibt es stets
eine Ähnlichkeitsabbildung {\displaystyle \eta \colon \mathbb {R} ^{3}\rightarrow \mathbb {R} ^{3}} und
eine Parallelprojektion {\displaystyle \phi \colon \mathbb {R} ^{3}\rightarrow E} ,
so dass die verkettete Abbildung {\displaystyle \psi =\phi \circ \eta } den Eckpunkt {\displaystyle O} auf den anderen Eckpunkt {\displaystyle {\overline {O}}=\psi (O)} und dabei {\displaystyle S_{k}} auf {\displaystyle {\overline {S_{k}}}=\psi (S_{k})} ({\displaystyle k=1,2,3}) abbildet.
Bei der Formulierung (P) sind dann für eine geeignete reelle Zahl {\displaystyle \lambda >0} die drei Vektoren {\displaystyle \lambda {\overrightarrow {OU}},} {\displaystyle \lambda {\overrightarrow {OV}},} {\displaystyle \lambda {\overrightarrow {OW}}} orthonormal und bilden somit zusammen mit dem Punkt {\displaystyle O} ein räumliches kartesisches Koordinatensystem.
Fasst man bei (P') den besagten Punkt bzw. Eckpunkt und die drei davon ausgehenden Strecken bzw. Kanten zu je einem Dreibein zusammen, so ergibt sich: Jedes ebene Dreibein im {\displaystyle \mathbb {R} ^{3}}, das nicht gänzlich auf einer Geraden liegt, ist Parallelprojektion eines rechtwinkligen gleichschenkligen Dreibeins.